# 麦氏饮蜜鸟
，又名麥氏大吸蜜鳥或麥氏風鳥，是該屬（Macgregoria）之下的唯一物種。

## 命名
麦氏饮蜜鸟的屬名是為了紀念其發現者威廉·麥克格雷戈爵士。
該物種曾被誤以為是一種天堂鳥，後經遺傳學證據指出其屬於吸蜜鳥科。

## 特徵
麦氏饮蜜鸟是一種大型鳥類，身長達40釐米，雄性體型略大於雌性。全身漆黑，眼睛周邊皮膚呈黃色。

## 習性
麦氏饮蜜鸟行單配偶制，棲息於新幾內亞的亞高山森林中，主要以水果為食。
由於族群數量不多且有逐漸減少趨勢，在國際自然保護聯盟瀕危物種紅色名錄中被列為易危物種。

## 外部連結
- ARKive - images and movies of the Macgregor's bird of paradise (Macgregoria pulchra)
- BirdLife Species Factsheet （页面存档备份，存于）
- Red Data Book